# Richard Ehrenborg
Richard Gjedde-Ehrenborg, född 1655 på Spannarps gård i Ausås socken, Kristianstads län, död 1700, var en svensk jurist, professor. Han var son till Jöns Michelsson och bar sin moders namn, Gjedde, tills fadern adlades 1687 med namnet Ehrenborg.

## Biografi
Richard Ehrenborg studerade 1674–1684 i Republiken Förenade Nederländerna, Frankrike och England samt blev 1687 e.o. professor i juridik vid Lunds universitet och utnämndes 1696 till professor i svensk och romersk rätt där, sedan han under nio år ensam upprätthållit den juridiska undervisningen vid universitetet. Av hans tryckta skrifter (disputationer och program) kan nämnas De jure venandi (1690) och De processu judiciali hodierno Sueciæ regni (1693).